# Poupée de cire, poupée de son
"Poupée de cire, poupée de son" ("Boneca de cera, boneca de pano") foi a canção que representou o Luxemburgo no Festival Eurovisão da Canção 1965 que teve lugar em Nápoles em 20 de março de 1965.
A referida canção foi interpretada em francês pela cantora francesa France Gall. Foi a décima-quinta canção a ser interpretada na noite do evento, a seguir à canção  dinamarquesa "For din skyld, cantada por Birgit Brüel e antes da canção finlandesa "Aurinko laskee länteen, interpretada por Viktor Klimenko. Foi a vencedora do evento, terminando a competição com 32 pontos. No ano seguinte,em 1966 o Luxemburgo fez-se representar por Michèle Torr que interpretou o tema "Ce soir je t'attendais.

## Ficha técnica
- Título: Poupée de cire, poupée de son
- Letra e música: Serge Gainsbourg
- Orquestrador: Alain Goraguer:

## Poupée de cire, poupée de son (compilações)

### CD
- 1992: Poupée de son - Best of France Gall 1963-1968 (1 CD Polydor/Universal)
- 2001: France Gall - Les années Philips 1963-1968 (Long Box 3 CD Polydor/Universal)

### Vinil, 33 rotações
- 2008: reedição do disco 33 rotações original Poupée de cire, poupée de son, pela  Polydor-Universal Music,

## Outras versões
- "Das war eine schöne Party" (Alemão)
- "Io sì, tu no" (Italiano)
- "夢みるシャンソン人形" (Japonês), transliterado para: "Yumemiru chanson ningyo"